# Cantonul Marigny
Cantonul Marigny este un canton din arondismentul Saint-Lô, departamentul Manche, regiunea Basse-Normandie, Franța.

## Comune
| Comune               | Populație (1999) | Cod poștal | Cod INSEE |
| -------------------- | ---------------- | ---------- | --------- |
| Carantilly           | ...              | 50570      | 50098     |
| La Chapelle-en-Juger | ...              | 50570      | 50123     |
| Hébécrevon           | ...              | 50180      | 50239     |
| Lozon                | ...              | 50570      | 50280     |
| Marigny              | ...              | 50570      | 50292     |
| Le Mesnil-Amey       | ...              | 50570      | 50302     |
| Le Mesnil-Eury       | ...              | 50570      | 50310     |
| Le Mesnil-Vigot      | ...              | 50570      | 50325     |
| Montreuil-sur-Lozon  | ...              | 50570      | 50352     |
| Remilly-sur-Lozon    | ...              | 50570      | 50431     |
| Saint-Gilles         | ...              | 50180      | 50483     |